# Fulu

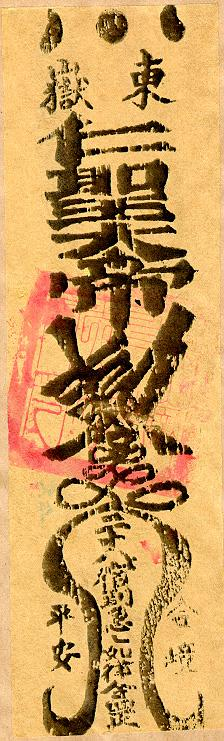
Talismano Fu della Montagna Orientale 东嶽 dongyue: "Se possiedi la Forma Perfetta della Montagna Orientale, dominerai uomini e spiriti" Wuyue zhenxing xulun

Fulu (cinese semplificato: 符箓 , cinese tradizionale: 符籙) è solitamente usato in combinazione con incantesimi (zhou 咒) e registri (lu 箓), sono pezzi di legno o metallo, carta colorata più recentemente (solitamente gialla, rossa o blu) ricoperta di segni figurativi o simboli astratti, scritti con inchiostro nero o rosso. Nei circoli taoisti erano visti come scritti di origine celeste, editti dal mondo spirituale o ordini di una divinità, in grado di far tremare fantasmi e demoni e tenerli sotto controllo.
I registri (lu 箓) generalmente associati ai talismani, sono decreti contenenti elenchi di nomi di divinità, talismani e diagrammi.
Tutti questi documenti sacri, ottenuti per coagulazione di energie cosmiche e trasmessi dagli dei, sono contratti che conferiscono ai loro detentori il potere sulle truppe divine. il talismano deve il suo potere alla sua forma di documento emanato dalle autorità celesti e al potere della scrittura stessa. Sono usati nei riti di guarigione, esorcismi, come processo apotropaico e come emblema dell'autorità.
I talismani sono stati una caratteristica costante del taoismo sin dall'emergere delle prime comunità nel II secolo. In ogni momento, scritti taoisti e manuali rituali descrivono ed elencano molti talismani. Possiamo anche considerare che questi scritti sacri hanno preso forma da ceppi talismanici su cui sono stati innestati i racconti della loro origine divina nonché le direttive rituali. Dalla loro origine talismanica, hanno acquisito un valore performativo e rituale, il messaggio dottrinale passa in secondo piano.
Il termine fulu (符箓/符籙), "talismano e registro", designa generalmente le formule magiche scritte in uso nel taoismo, in particolare nell'attuale Zhengyi Dao nel XXI secolo, per cui il daoshi (maestro taoista) richiede l'aiuto degli spiriti e sottomette le forze negative. Il lu serve anche come certificato daoshi. Brevi formule scritte su carta gialla usate dai devoti come talismani sono anche chiamate fuzhou (符咒).

## Caratteristiche principali difulu
I fu 符, “insegne-talismani”, portano formule in sinogrammi, il più delle volte arcaici e / o distorti o duplicati, e talvolta anche diagrammi stellari, rappresentazioni di divinità o simboli con valore apotropaico. Queste formule sono in linea di principio difficili da comprendere da coloro che non hanno ricevuto la stessa iniziazione del loro autore, in particolare quelli delle scuole post-Song che praticano il "rito del tuono" leifa (雷法), che appaiono come immagini e forme nero misterioso. Tuttavia, sono tutti leggibili e recitabili dagli iniziati, spesso con una pronuncia diversa da quella del linguaggio ordinario. Molto spesso scritti in nero su carta gialla, possono portare sigilli rossi. A parte la loro funzione nei rituali, i fu vengono incollati nelle abitazioni, portati su se stessi o sciolti e bevuti in pozioni per proteggerli o curarli. La caratteristica principale dei personaggi del fu è il loro aspetto tondeggiante, che richiama le volute delle nuvole e la loro origine come concrezione del soffio celeste. Molto spesso di tipo sigillario o arcaico ("insetti e tracce di uccelli" 蟲書鳥跡), sono chiamati "sigillari celesti e scrittura delle nuvole" (天篆雲書) o "sigillari delle nuvole" (雲篆). I talismani, una volta calligrafati da un religioso o da un indovino, sono operativi solo dopo essere stati sottoposti a una serie di processi rituali, senza i quali le entità inerenti ai loro crittogrammi non potrebbero essere dinamizzate. Attaccato alla parte pittografica del talismano, troviamo spesso un incantesimo o ingiunzione (come sha 杀 "a morte" rivolto a creature malvagie). La potenza combinata del sinogramma talismanico e delle ingiunzioni orali garantisce l'efficienza ottimale del talismano.
I lu o "registri", chiamati anche "registri religiosi" falu (法籙) o "registri preziosi baolu" (寶籙), sono documenti più lunghi che includono, oltre alle formule, i nomi degli dei e degli spiriti il cui maestro Il taoista può richiedere l'aiuto e le immagini e i simboli associati. Cominciano con la dichiarazione del giuramento che il daoshi ha fatto quando è entrato a scuola, e talvolta anche con le regole che deve seguire. Oltre al loro ruolo nei rituali, costituiscono la prova della qualifica del loro proprietario e vengono presentati durante una solenne cerimonia di induzione. Ne esistono di vari tipi, a seconda della scuola, del livello di qualifica e del tipo di atto che consentono di svolgere. C'erano 120 diversi sotto il Tang. L'attuale corrente Zhengyi, che riunisce la maggior parte delle scuole che la utilizzano, ne ha 36.

## Storia

### Contratti feudali

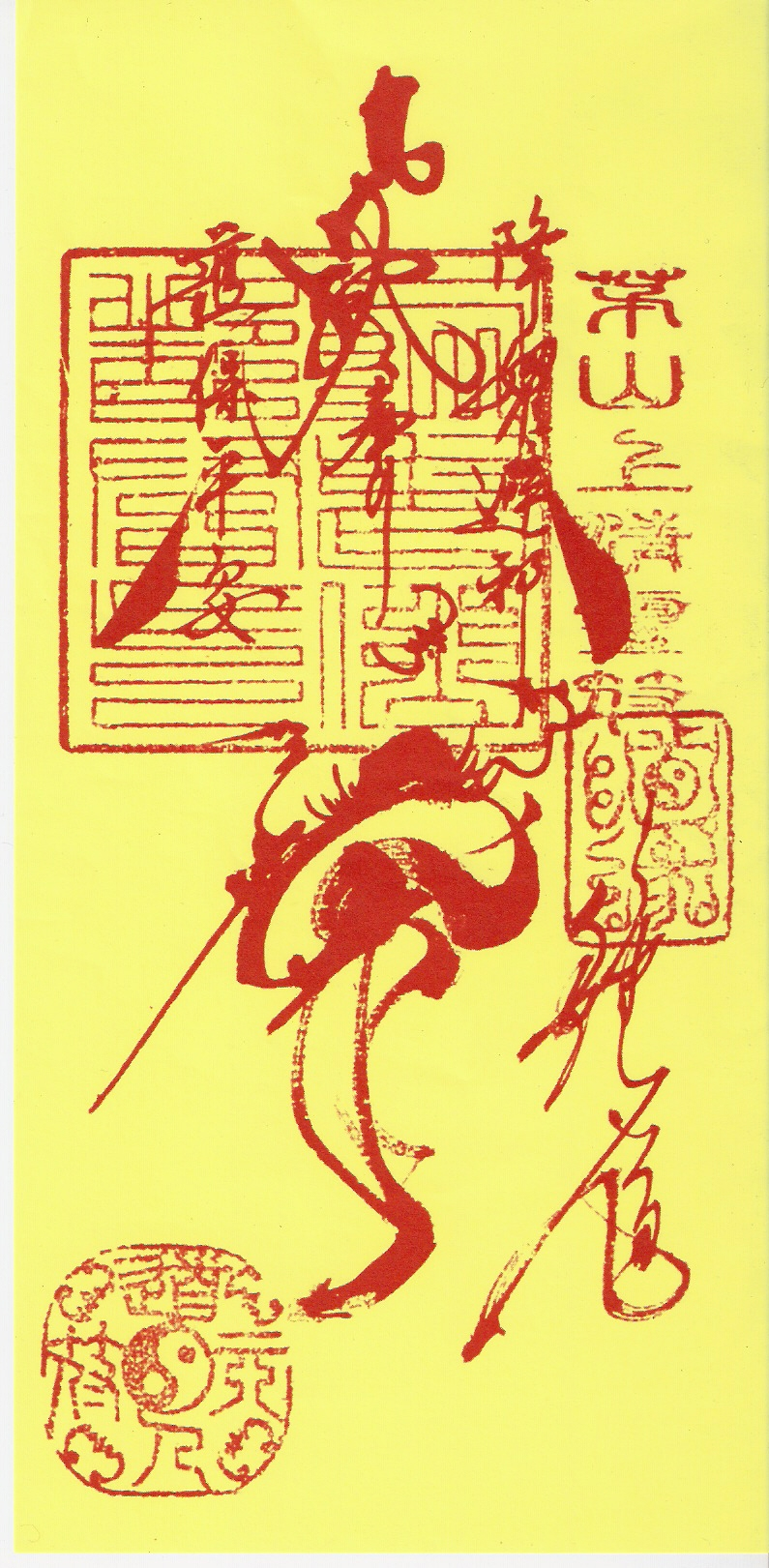
Fu taoista

I talismani (fu 符) provengono da patti feudali. In epoca pre-Han, un contratto (qi 契 o quan 券) tra un sovrano e un vassallo (o un alto funzionario) era una sorta di tessera, scritta su listelli di bambù, legno, seta, o bronzo. Il supporto è stato quindi rotto o strappato a metà in modo che lo strappo fosse molto irregolare. Ogni metà era una prova (xin 信) per verificare gli ordini reali o per garantire l'autorità di un vassallo. L'autenticazione del patto è stata fatta unendo le due metà. Entrambe le parti giurarono di onorare il contratto o di affrontare la punizione divina, e il giuramento fu suggellato con il sangue di una vittima sacrificale. Ogni buono (xin) era sacro. A corte erano conservati in scatole di metallo prezioso o pietra, e gli ufficiali li indossavano come insegne dell'autorità reale.
Il carattere fu 符 successivamente venne a designare questi distintivi di delega di potere, particolarmente usati durante le guerre, per la trasmissione di informazioni segrete. Lo Shuowen Jiezi, il primo dizionario di caratteri cinesi, completato intorno al 100 d.C., afferma: "I talismani sono prove (fu xin ye 符 信 也), secondo le normative Han, usa una stecca di bambù lunga 6 pollici, dividi in due poi unisci le parti”.
I talismani taoisti sono intesi come attestazioni di contratti tra gli umani e il mondo divino. Erano visti come i facsimili esatti degli scritti celesti, che derivavano il loro potere da questa controparte celeste detenuta dagli dei.

### Origine dei talismanifu
L'uso dei talismani fu da parte di stregoni e fangshi è attestato nei testi del periodo Han dove sono chiamati yufu (禹符 fu da Yu il Grande) o wufu (巫符 fu dello stregone).
I talismani fu furono usati dall'origine della religione taoista, vale a dire dall'anno 142 quando il Signore Supremo Lao (personificazione del Dao) si manifestò su una montagna nel Sichuan a Zhang Daoling, e gli conferì il titolo di "Maestro celeste" al fine di stabilire una nuova alleanza tra i veri dei del Taoismo e il popolo.
I sacerdoti della nuova religione (chiamata il Sentiero dei Maestri Celesti) imiteranno gli imperatori scrivendo una sorta di documento ufficiale che useranno nei rituali. Hanno comunicato con la gerarchia soprannaturale composta da innumerevoli "ufficiali celesti" (tianguan 天官) attraverso lo scambio di lettere. Perché il mondo degli spiriti era organizzato come la burocrazia imperiale.
La malattia era al centro di questa nuova religione. Per guarire, il paziente era invitato a confessare i suoi peccati oa riconoscere quelli dei suoi antenati. Il sacerdote scriveva una petizione (shangzhang 上章) includendo la richiesta del paziente e la presunta causa della sua malattia, l'espressione del suo pentimento per la sua colpa e la richiesta dell'aiuto dell'ufficiale divino appropriato. Quindi cercò quale ufficiale celeste (del Supremondo) fosse più in grado di curare la malattia. Stava visualizzando diversi messaggeri spirituali che uscivano dal suo corpo per consegnare la petizione a questi poteri superiori.

Talismano di Shangqing

C'erano molti rituali in cui venivano usati i talismani fu. A volte il credente malato dopo essersi sottomesso a una petizione confessionale, ingeriva acqua in cui si mescolavano le ceneri dei talismani. Se rischiava di trovarsi in una situazione pericolosa, potrebbe portare o addirittura ingerire un talismano. I talismani venivano anche usati per contrassegnare gli spazi sacri e per rappresentare i cicli del tempo sacro. Nella meditazione, il fu potrebbe portare il seguace faccia a faccia con una divinità o rivelare il meccanismo interno del cosmo.
I talismani sono scritti con inchiostro rosso o nero, indossati su pezzi rettangolari di legno, bambù, pietra, seta e poi carta, formati da una combinazione di caratteri cinesi reali, a volte con diagrammi di costellazioni e una fitta rete di linee rette e ondulate.
Queste figure rimangono enigmatiche per la gente comune, perché sono destinate agli dei che solo possono capirle. Se i talismani sono in parte incomprensibili, non sono necessariamente privi di significato. La loro forma contorta come nuvole suggerisce il qi primordiale da cui hanno avuto origine. Scritti performativi, il loro potere di agire è che non sono semplici testi descrittivi ma che manifestano la loro origine divina in uno specifico contesto rituale.
Dalla dinastia Yuan, parte delle scuole taoiste si unì alla corrente Quanzhen, che concentrò le sue attività sul monachesimo e sull'ascetismo dell'alchimia interna. I rituali magici e le abilità associate al fulu divennero la specialità di un certo numero di scuole del Sud che si riunirono sotto lo stendardo Zhengyi.
Strumenti rituali di prima necessità per i seguaci della Via dei Maestri Celesti, i talismani apotropaici non cesseranno di essere fabbricati in abbondanza, dai taoisti di tutti i tempi e di tutte le convinzioni.

## Comunicazione con gli esseri spirituali

Talismano settentrionale di Lingbao. I cinque talismani Lingbao, Centro, Nord, Sud, Est e Ovest, sono quadrati.

La comunicazione tra il mondo degli uomini e quello delle divinità può avvenire in entrambe le direzioni: o gli uomini inviano messaggi per iscritto (talismani fu, petizioni shangzhang) o oralmente (preghiere, incantesimi zhou) agli esseri del - oltre a ciò, il potere luminoso attivo della divinità, investito in un oggetto scritto (fu talismani) o non scritto (reliquia, medaglia, ecc.), viene utilizzato dagli uomini per proteggersi dalle malattie e dalle forze del male.